# クリソライト (競走馬)
クリソライト（英：Chrysolite）は、日本の競走馬。おもな勝ち鞍は2013年のジャパンダートダービー(JpnI)、2014年の日本テレビ盃(JpnII)、2015年〜2017年のダイオライト記念(JpnII)、2016年コリアカップ(KOR-GI)。

## 経歴

### デビュー前
北海道勇払郡安平町のノーザンファームで生産された。一口馬主法人キャロットファームの所有馬となり、総額3000万円（一口7.5万円×400口）で出資者が募集された。
宝石の一種であるペリドットの別名から「クリソライト」と命名され、栗東トレーニングセンターの音無秀孝厩舎に入厩した。

### 2歳（2012年）
デビューは7月7日の中京競馬場のダート1400mの2歳新馬戦。中団から最速の上がりで追い込むも、後の中山大障害勝ち馬・アップトゥデイトの2着に惜敗した。2ヶ月間を空けた9月の阪神のダート1800m未勝利戦を2着に5馬身差の圧勝で初勝利をあげた。しかしその後出走した東京のプラタナス賞、京都のもちの木賞、阪神の樅の木賞はいずれも1番人気に推されながら僅差の2着に惜敗した。

### 3歳（2013年）
1月の中山の黒竹賞は4戦連続で1番人気に推されながらまたも2着に惜敗した。その後約3ヶ月の休養を挟んで迎えた阪神の500万下（ダート1800m）は2着に7馬身差の圧勝で2勝目を飾った。5月の京都の昇竜ステークスを勝利して迎えた大井のジャパンダートダービーは4コーナーで先頭に立つと2着に7馬身差の圧勝でGI制覇を果たした。父のゴールドアリュールもこのレースを制しており、初の親子制覇となった。短期放牧を経て、秋は古馬一線級の壁に挑んだものの、10月のJBCクラシック、12月のジャパンカップダートともに精彩を欠く走りで立て続けに惨敗、デビューからの連対記録も9戦で途絶えてしまった。

### 4歳（2014年）
翌年は3月のマーチSから始動したものの惨敗。前年のJBCクラシックでトモを痛めて以降の調子落ちに加えて、JpnIを勝っているため斤量を背負うこととなり、秋のGI戦線に向けて賞金加算が大きな課題となっていた。4月のアンタレスSでは59kgの斤量に加えて、前が壁になり足を余すも7着とついに復調の兆しを見せた。5月のブリリアントSでは速い上がりに対応できず4着、7月の大沼Sでは騎手の乗り替わりもあり惨敗するも、続く盛岡のマーキュリーCではレコード決着の1/2馬身差で2着。そして、9月の日本テレビ盃では早め先頭からの強気の競馬で7馬身差の圧勝。1年2ヶ月振りの勝利であり、重賞2勝目となった。JBCクラシックは1番人気に支持されたが、逃げたコパノリッキーに3馬身差をつけられての2着。続くチャンピオンズカップは14着、東京大賞典は8着に敗れた。

### 5歳（2015年）
3月のダイオライト記念から始動。2周目の向正面で先頭に立つとそのまま押し切り優勝、重賞3勝目を挙げた。

### 6歳（2016年）
9月、この年新設された韓国でのコリアカップを制し、初代勝者となった。

### 7歳（2017年）
3月にダイオライト記念を勝ち、史上初の3連覇。以降、2年連続の出走となったコリアカップを含め3戦連続2着となるが、コリアカップ後に左前脚種子骨靱帯の負傷が判明し、長期休養に入った。

### 8歳（2018年）
1年以上の休養ののち、11月のJBCクラシックで復帰したが15着。続く浦和記念では3着と好走するも、12月の東京大賞典は11着と惨敗した。2019年1月10日付けでJRA競走馬登録を抹消、韓国で種牡馬入りすることになった。

## 種牡馬時代
2019年から韓国京畿道のチサンファームで種牡馬となり、2019年5頭、2020年48頭、2021年43頭、2022年21頭、2023年33頭、2024年には21頭とコンスタントに種付けを行っている。
2年目以降の種付けシーズンから生産牧場の多い済州島にも移動しており、2023年7月1日にはマイセンターが産駒初勝利をしている。

## 競走成績
| 競走日     | 競馬場 | 競走名            | 格      | 馬場・距離 （馬場状態） | 頭数 | 枠番 | 馬番 | オッズ （人気） | 着順 | タイム （上がり3F） | 着差 | 騎手           | 斤量 | 1着馬（2着馬）       |
| ---------- | ------ | ----------------- | ------- | ----------------------- | ---- | ---- | ---- | --------------- | ---- | ------------------- | ---- | -------------- | ---- | -------------------- |
| 2012.07.07 | 中京   | 2歳新馬           |         | ダ1400m（不）           | 12   | 5    | 5    | 7.0（3人）      | 2着  | 1:25.1（37.0）      | 0.1  | 北村友一       | 54Kg | アップトゥデイト     |
| 0000.09.15 | 阪神   | 2歳未勝利         |         | ダ1800m（良）           | 15   | 6    | 11   | 1.4（1人）      | 1着  | 1:56.1（37.4）      | -0.9 | 北村友一       | 54Kg | （イスカンダル）     |
| 0000.10.13 | 東京   | プラタナス賞      | 500万下 | ダ1600m（良）           | 16   | 3    | 16   | 2.7（1人）      | 2着  | 1:38.9（36.5）      | 0.2  | 松岡正海       | 55Kg | ヴェルデホ           |
| 0000.11.17 | 京都   | もちの木賞        | 500万下 | ダ1800m（不）           | 14   | 6    | 10   | 1.8（1人）      | 2着  | 1:52.1（37.4）      | 0.0  | C.スミヨン     | 55Kg | ドコフクカゼ         |
| 0000.12.23 | 阪神   | 樅の木賞          | 500万下 | ダ1800m（重）           | 14   | 6    | 11   | 1.4（1人）      | 2着  | 1:52.7（37.8）      | 0.0  | 北村友一       | 55Kg | ロードクラヴィウス   |
| 2013.01.13 | 中山   | 黒竹賞            | 500万下 | ダ1800m（良）           | 16   | 2    | 3    | 1.7（1人）      | 2着  | 1:56.0（37.9）      | 0.1  | 松岡正海       | 56Kg | ソロル               |
| 0000.04.06 | 阪神   | 3歳500万下        |         | ダ1800m（稍）           | 11   | 3    | 3    | 1.5（1人）      | 1着  | 1:51.2（37.1）      | -1.1 | A.シュタルケ   | 56Kg | （コウエイアース）   |
| 0000.05.19 | 京都   | 昇竜S             | OP      | ダ1800m（良）           | 16   | 1    | 2    | 2.6（1人）      | 1着  | 1:51.6（36.8）      | -0.1 | 北村友一       | 56Kg | （エーシンゴールド） |
| 0000.07.10 | 大井   | ジャパンDダービー | JpnI    | ダ2000m（良）           | 16   | 3    | 5    | 2.2（1人）      | 1着  | 2:04.8（37.4）      | -1.3 | 内田博幸       | 56Kg | （エーシンゴールド） |
| 0000.11.04 | 金沢   | JBCクラシック     | JpnI    | ダ2100m（不）           | 12   | 8    | 11   | 6.4（3人）      | 5着  | 2:15.7（39.2）      | 3.1  | 内田博幸       | 55Kg | ホッコータルマエ     |
| 0000.12.01 | 阪神   | ジャパンCダート   | GI      | ダ1800m（良）           | 16   | 3    | 5    | 29.5（8人）     | 15着 | 1:52.1（37.9）      | 1.7  | 内田博幸       | 55Kg | ベルシャザール       |
| 2014.03.30 | 中山   | マーチS           | GIII    | ダ1800m（重）           | 16   | 7    | 13   | 8.8（4人）      | 14着 | 1:54.7（40.8）      | 3.5  | A.シュタルケ   | 57Kg | ソロル               |
| 0000.04.19 | 阪神   | アンタレスS       | GIII    | ダ1800m（良）           | 16   | 3    | 6    | 65.1（10人）    | 7着  | 1:52.1（36.7）      | 0.6  | A.シュタルケ   | 59Kg | ナムラビクター       |
| 0000.05.11 | 東京   | ブリリアントS     | OP      | ダ2100m（良）           | 14   | 3    | 4    | 7.4（3人）      | 4着  | 2:11.9（35.8）      | 0.3  | C.ウィリアムズ | 57Kg | ヴォーグトルネード   |
| 0000.06.29 | 函館   | 大沼S             | OP      | ダ1700m（良）           | 13   | 6    | 9    | 3.0（1人）      | 11着 | 1:45.6（37.2）      | 1.6  | 三浦皇成       | 56Kg | ロイヤルクレスト     |
| 0000.07.21 | 盛岡   | マーキュリーC     | JpnIII  | ダ2000m（良）           | 13   | 7    | 11   | 7.7（3人）      | 2着  | 2:02.0（37.8）      | 0.1  | 内田博幸       | 59kg | ナイスミーチュー     |
| 0000.09.23 | 船橋   | 日本テレビ盃      | JpnII   | ダ1800m（良）           | 10   | 7    | 8    | 1.4（1人）      | 1着  | 1:50.1（36.9）      | -1.4 | 戸崎圭太       | 57Kg | （ダノンカモン）     |
| 0000.11.03 | 盛岡   | JBCクラシック     | JpnI    | ダ2000m（重）           | 16   | 3    | 6    | 2.8（1人）      | 2着  | 2:01.3（35.7）      | 0.5  | C.ルメール     | 57Kg | コパノリッキー       |
| 0000.12.07 | 中京   | チャンピオンズC   | GI      | ダ1800m（良）           | 16   | 2    | 3    | 12.1（6人）     | 14着 | 1:52.9（38.1）      | 1.9  | W.ビュイック   | 57Kg | ホッコータルマエ     |
| 0000.12.29 | 大井   | 東京大賞典        | GI      | ダ2000m（重）           | 16   | 1    | 2    | 14.0（5人）     | 8着  | 2:05.2（38.7）      | 2.2  | 戸崎圭太       | 57Kg | ホッコータルマエ     |
| 2015.03.11 | 船橋   | ダイオライト記念  | JpnII   | ダ2400m（不）           | 12   | 4    | 4    | 2.8（2人）      | 1着  | 2:33.6（39.5）      | -0.5 | 武豊           | 56Kg | （トウシンイーグル） |
| 0000.05.05 | 船橋   | かしわ記念        | JpnI    | ダ1600m（良）           | 10   | 5    | 5    | 3.7（3人）      | 4着  | 1:38.8（38.4）      | 1.4  | 武豊           | 57kg | ワンダーアキュート   |
| 0000.06.24 | 大井   | 帝王賞            | JpnI    | ダ2000m（良）           | 12   | 5    | 5    | 8.0（2人）      | 2着  | 2:02.9（38.9）      | 0.2  | 武豊           | 57kg | ホッコータルマエ     |
| 0000.10.07 | 船橋   | 日本テレビ盃      | JpnII   | ダ1800m（良）           | 12   | 5    | 6    | 2.0（2人）      | 2着  | 1:50.8（38.6）      | 0.6  | 川田将雅       | 57kg | サウンドトゥルー     |
| 0000.11.03 | 大井   | JBCクラシック     | JpnI    | ダ2000m（不）           | 16   | 1    | 1    | 5.2（2人）      | 4着  | 2:05.2（37.5）      | 0.8  | 川田将雅       | 57kg | コパノリッキー       |
| 2016.03.09 | 船橋   | ダイオライト記念  | JpnII   | ダ2400m（不）           | 12   | 3    | 3    | 1.3（1人）      | 1着  | 2:36.4（38.3）      | -0.2 | 武豊           | 56Kg | (クリノスターオー)   |
| 0000.04.16 | 阪神   | アンタレスS       | GIII    | ダ1800m（良）           | 16   | 1    | 1    | 8.9（4人）      | 4着  | 1:50.5（37.4）      | 0.6  | 川田将雅       | 58kg | アウォーディー       |
| 0000.05.21 | 京都   | 平安S             | GIII    | ダ1900m（良）           | 15   | 4    | 6    | 7.9（4人）      | 3着  | 1:57.0（37.6）      | 0.8  | 川田将雅       | 58kg | アスカノロマン       |
| 0000.06.29 | 大井   | 帝王賞            | JpnI    | ダ2000m（不）           | 12   | 8    | 12   | 14.3（6人）     | 8着  | 2:08.2（40.8）      | 4.7  | 川田将雅       | 57kg | コパノリッキー       |
| 0000.09.11 | ソウル | コリアC           | KOR-GI  | ダ1800m（良）           | 16   | -    | 3    | 3.4（1人）      | 1着  | 1:52.3（39.5）      | -1.1 | 藤井勘一郎     | 57kg | (Kurino Star O)      |
| 0000.11.03 | 川崎   | JBCクラシック     | JpnI    | ダ2100m（重）           | 14   | 7    | 11   | 47.5（6人）     | 11着 | 2:19.4（42.5）      | 4.1  | 藤井勘一郎     | 57kg | アウォーディー       |
| 0000.11.22 | 浦和   | 浦和記念          | JpnII   | ダ2000m（重）           | 11   | 7    | 9    | 6.0（3人）      | 2着  | 2:07.7（39.6）      | 0.7  | 藤井勘一郎     | 58kg | ケイティブレイブ     |
| 2017.03.15 | 船橋   | ダイオライト記念  | JpnII   | ダ2400m（重）           | 14   | 3    | 3    | 1.6（1人）      | 1着  | 2:37.8（41.3）      | -1.3 | 武豊           | 56Kg | (ユーロビート)       |
| 0000.05.20 | 京都   | 平安S             | GIII    | ダ1900m（良）           | 16   | 2    | 4    | 16.7（6人）     | 2着  | 1:56.4（36.3）      | 0.7  | 武豊           | 58kg | グレイトパール       |
| 0000.06.28 | 大井   | 帝王賞            | JpnI    | ダ2000m（重）           | 16   | 5    | 10   | 8.1（5人）      | 2着  | 2:04.7（37.9）      | 0.3  | 戸崎圭太       | 57kg | ケイティブレイブ     |
| 0000.09.10 | ソウル | コリアC           | KOR-GI  | ダ1800m（良）           | 11   | -    | 10   | 1.7（1人）      | 2着  | 1:51.4（37.8）      | 0.7  | 武豊           | 57kg | London Town          |
| 2018.11.04 | 京都   | JBCクラシック     | JpnI    | ダ1900m（良）           | 16   | 8    | 16   | 29.4（9人）     | 15着 | 1:59.3（38.6）      | 2.6  | 武豊           | 57kg | ケイティブレイブ     |
| 0000.11.23 | 浦和   | 浦和記念          | JpnII   | ダ2000m（良）           | 11   | 8    | 11   | 7.9（3人）      | 3着  | 2:06.5（38.1）      | 1.1  | 武豊           | 58kg | オールブラッシュ     |
| 0000.12.29 | 大井   | 東京大賞典        | GI      | ダ2000m（良）           | 16   | 6    | 11   | 32.9（6人）     | 11着 | 2:09.3（41.9）      | 3.4  | 戸崎圭太       | 57Kg | オメガパフューム     |

- コリアカップの結果は韓国馬事会公式サイト[15]に基づく

## 血統表
| クリソライトの血統              | クリソライトの血統                                   | クリソライトの血統                            | （血統表の出典）                              | （血統表の出典） |
| 父系                            | サンデーサイレンス系                                 | サンデーサイレンス系                          | サンデーサイレンス系                          | [ § 2 ]          |
| 父 ゴールドアリュール 1999 栗毛 | 父の父*サンデーサイレンス Sunday Silence 1986 青鹿毛 | Halo                                          | Hail to Reason                                | Hail to Reason   |
| 父 ゴールドアリュール 1999 栗毛 | 父の父*サンデーサイレンス Sunday Silence 1986 青鹿毛 | Halo                                          | Cosmah                                        |                  |
| 父 ゴールドアリュール 1999 栗毛 | 父の父*サンデーサイレンス Sunday Silence 1986 青鹿毛 | Wishing Well                                  | Understanding                                 | Understanding    |
| 父 ゴールドアリュール 1999 栗毛 | 父の父*サンデーサイレンス Sunday Silence 1986 青鹿毛 | Wishing Well                                  | Mountain Flower                               |                  |
| 父 ゴールドアリュール 1999 栗毛 | 父の母*ニキーヤ Nikiya 1993 鹿毛                     | Nureyev                                       | Northern Dancer                               | Northern Dancer  |
| 父 ゴールドアリュール 1999 栗毛 | 父の母*ニキーヤ Nikiya 1993 鹿毛                     | Nureyev                                       | Special                                       |                  |
| 父 ゴールドアリュール 1999 栗毛 | 父の母*ニキーヤ Nikiya 1993 鹿毛                     | Reluctant Guest                               | Hostage                                       | Hostage          |
| 父 ゴールドアリュール 1999 栗毛 | 父の母*ニキーヤ Nikiya 1993 鹿毛                     | Reluctant Guest                               | Vaguely Royal                                 |                  |
| 母 クリソプレーズ 2002 黒鹿毛   | 母の父*エルコンドルパサー 1995 黒鹿毛                | Kingmambo                                     | Mr. Prospector                                | Mr. Prospector   |
| 母 クリソプレーズ 2002 黒鹿毛   | 母の父*エルコンドルパサー 1995 黒鹿毛                | Kingmambo                                     | Miesque                                       |                  |
| 母 クリソプレーズ 2002 黒鹿毛   | 母の父*エルコンドルパサー 1995 黒鹿毛                | *サドラーズギャル                             | Sadler's Wells                                | Sadler's Wells   |
| 母 クリソプレーズ 2002 黒鹿毛   | 母の父*エルコンドルパサー 1995 黒鹿毛                | *サドラーズギャル                             | Glenveagh                                     |                  |
| 母 クリソプレーズ 2002 黒鹿毛   | 母の母*キャサリーンパー Catherine Parr 1987 青鹿毛   | Riverman                                      | Never Bend                                    | Never Bend       |
| 母 クリソプレーズ 2002 黒鹿毛   | 母の母*キャサリーンパー Catherine Parr 1987 青鹿毛   | Riverman                                      | River Lady                                    |                  |
| 母 クリソプレーズ 2002 黒鹿毛   | 母の母*キャサリーンパー Catherine Parr 1987 青鹿毛   | Regal Exception                               | Ribot                                         | Ribot            |
| 母 クリソプレーズ 2002 黒鹿毛   | 母の母*キャサリーンパー Catherine Parr 1987 青鹿毛   | Regal Exception                               | Rajput Princess                               |                  |
| 母系(F-No.)                     | キャサリーンパー(USA)系(FN:16-a)                     | キャサリーンパー(USA)系(FN:16-a)              | キャサリーンパー(USA)系(FN:16-a)              | [ § 3 ]          |
| 5代内の近親交配                 | Nureyev 3×5 15.63%、Northern Dancer 4×5 9.38%        | Nureyev 3×5 15.63%、Northern Dancer 4×5 9.38% | Nureyev 3×5 15.63%、Northern Dancer 4×5 9.38% | [ § 4 ]          |
| 出典                            | 1. 2. 3. 4.                                          | 1. 2. 3. 4.                                   | 1. 2. 3. 4.                                   | 1. 2. 3. 4.      |

- 半妹に2015年エリザベス女王杯・2016年宝塚記念優勝馬マリアライト（父：ディープインパクト）、半弟に2015年神戸新聞杯優勝馬リアファル（父：ゼンノロブロイ）、全弟に2019年ジャパンダートダービー・チャンピオンズカップ・2020年帝王賞・JBCクラシック優勝馬クリソベリルがいる。
- 母クリソプレーズの全弟にジャパンカップダート勝ちのあるアロンダイトがいる。
- 近親にフラワーカップ勝ちのあるイブキニュースターやジャパンカップ3着のエスプリデュノールがいる。